# Автономный округ субпровинциального значения (КНР)
Автономный округ субпровинциального значения (кит. упр. 副省级自治州, пиньинь fùshĕngjí zìzhìzhōu, палл. фушэнцзи цзычжичжоу) в КНР — автономный округ, статус которого превышает обычный для автономных округов окружной уровень. В настоящее время в КНР существует один автономный округ субпровинциального значения — Или-Казахский автономный округ: он имеет статус выше окружного, так как в его состав входят административные единицы окружного уровня.